# سید حسن سادات ناصری
سیّد حسن سادات ناصری (۱۳۰۴–۱۳۶۸)، پژوهش‌گر زبان و ادبیات فارسی، استاد دانشگاه مترجم اهل ایران بود.

## زندگی‌نامه
سید حسن سادات ناصری در ۱ اردیبهشت سال ۱۳۰۴ در تهران متولّد شد. پس از اخذ دیپلم متوسطه ازدبیرستان شرف در تهران، به ترتیب دورهٔ لیسانس تاریخ و فوق لیسانس ادبیات فارسی رادر دانشکده ادبیات و علوم انسانی دانشگاه تهران به پایان برد؛ و در سال ۱۳۴۸ موفّق به اخذ دکتری زبان و ادبیات فارسی گردید. او در سال‌های ۱۳۴۰ تا ۱۳۴۵ در شهر قم به معلّمی اشتغال داشت و در سال ۱۳۴۵ رسماً به عضویّت هیئت علمی دانشکده ادبیات و علوم انسانی دانشگاه تهران درآمد. سادات ناصری از سال ۱۳۲۵ با نشریات متعدّدی همکاری خود را آغاز کرد؛ علاوه بر آن به اقتضای طبع به سرودن شعر نیز می‌پرداخت.

## اوضاع اجتماعی و شرایط زندگی
سادات ناصری در خانواده‌ای مذهبی و از پدر و مادری معلّم پرورش یافت.

## تحصیلات رسمی و حرفه‌ای
سادات ناصری، پس از طی نمودن مراحل تحصیلی مقدّماتی، سرانجام از دبیرستان شرف موفق به اخذ دیپلم متوسّطه گردید. استاد سادات ناصری دورهٔ لیسانس تاریخ و فوق لیسانس زبان و ادبیّات فارسی را با رتبهٔ اوّل در دانشگاه تهران به پایان برد و در سال ۱۳۲۸ به دورهٔ دکتری زبان و ادبیّات فارسی راه یافت و پایان‌نامهٔ خود را تحت عنوان «ارتباط افکار حافظ و مولانا» به راهنمایی استاد بدیع الزمان فروزانفر انتخاب کرد؛ لیکن گرفتاری‌های آموزشی از یک سو و اشتغال به تتّبعات و تألیفات و تصحیحات در زمینهٔ مورد علاقه اش از سوی دیگر سبب شد که سال‌ها بعد (در سال ۱۳۴۸) از پایان‌نامه اش دفاع و دانشنامهٔ دکتری خود را اخذ نماید.

## استادان و مربیان
استادانی که سادات ناصری زیر نظرشان به کسب علم پرداخت؛ عبارتند از: بدیع الزمان فروزانفر، احمد بهمنیار، جلال الدین همایی و دکتر محمد معین

## زمان و علت فوت
سیّد حسن سادات ناصری در ۷ بهمن ۱۳۶۸، بنا به دعوت مقامات فرهنگیِ کشور افغانستان، جهت بازدید از مراکز فرهنگی و بررسی چگونگی وضع آموزش و پژوهش زبان و ادب فارسی در آن کشور، به همراه هیئتی عازم افغانستان شد. روز شنبه ۱۴ بهمن ۱۳۶۸ در حدود ساعت ۷:۳۰ بعدازظهر در حین ضیافت شامی که از سوی کاردار سفارت جمهوری اسلامی ایران به افتخار هیئت مذکور برپا شده بود، ناگهان دچار حملهٔ قلبی شد و جان سپرد. پیکر وی در ابن بابویه تهران به خاک سپرده شد.

## فعالیّت‌های آموزشی
سادات ناصری در کنار تألیف کتاب و سرودن شعر به کار معلّمی نیز اشتغال داشت؛ ایشان ازسال ۱۳۴۰ تا ۱۳۴۵ خورشیدی در مدارس قم به تدریس پرداخت و در سال ۱۳۴۵ رسماً به عضویت هیئت علمی دانشکدهٔ ادبیّات و علوم انسانی دانشگاه تهران درآمد.

## سایر فعالیّت‌ها و برنامه‌های روزمره
سید حسن سادات ناصری به اقتضای طبع، شعر هم می‌سرود؛ ضمناً فعالیّت مطبوعاتی اش را از سال ۱۳۲۵ خورشیدی، از طریق همکاری با نشریاتی همچون وحید، یغما، ارمغان، آموزش و پرورش آغاز کرد.

## تألیف و تصحیح
- بدیع و قافیه[۹]
- شرکت در هیئت مؤلّفان یک سلسله کتب درسی دبیرستانی[۱۰]
- تصحیح، تحشیه و تعلیق تذکرهٔ آتشکده آذر[۱۱]
- اهتمام در طبع اشعار علی اصغر حکمت[۱۲]
- تصحیح و طبع دیوان ملا محمّد رفیع واعظ قزوینی[۱۳]
- تألیف دو کتاب درسی برای نظام جدید آموزشی دبیرستان ها[۱۴]
- تصحیح و طبع دیوان لطفعلی بیگ آذر بیگدلی[۱۵]
- تصحیح نهج‌البلاغه
- اهتمام به چاپ قرآن کریم
- تصحیح دیوان محتشم کاشانی
- تصحیح دیوان حافظ
- تألیف کتاب سرآمدان فرهنگ و تاریخ ایران در دورهٔ اسلامی[۱۶]
- صناعات ادبی در دو مجلّد
- تصحیح و چاپ دیوان کامل صائب تبریزی[۱۷]
- تصحیح و طبع قصص الخاقانی[۱۸]
- تألیف کتاب هزار سال تفسیر فارسی
- تصحیح و تحشیهٔ بخش‌های چاپ نشده آتشکدهٔ آذر[۱۹]
- ارتباط افکار حافظ و مولوی

## آرا و گرایش‌های خاص
سیّد حسن سادات ناصری ابیاتی به طریق ارتجال، به ویژه در بحر متقارب به شیوهٔ شاهنامه می‌سرود. وی همچنین به سبک هندی اصفهانی علاقهٔ فراوان داشت.